# Tratado Anglo-Siamés de 1909
El tratado anglo-siamés de 1909 o tratado de Bangkok de 1909 es un acuerdo firmado el 10 de marzo en Bangkok entre el Reino Unido y el Reino de Siam que fijo los actuales límites entre Tailandia y Malasia. A pesar de esto, los Estados malayos no federados no estuvieron involucrados en las negociaciones porque se encontraban bajo la jurisdicción de Siam y de los Estados malayos del Reino Unido.
Mediante ese tratado, Siam reconoció las pretensiones británicas sobre los Estados de Kedah, Kelantan, Perlis y Terengganu. A cambio de esas concesiones, Siam mantuvo su soberanía sobre la región correspondiente a las actuales provincias de NaraThiwat, Pattani, Satun, Songkhla y Yala. De esta forma el tratado de 1909 anuló el Tratado Burney de 1826, según el cual el Reino Unido reconocía la soberanía de Siam sobre los cuatro Estados transferidos; mientras que Siam debía reconocer la soberanía británica sobre las islas de Penang. A pesar de esto, los ingleses mantuvieron el libre comercio con Kelantan y Terengganu. 
Los ingleses reagruparon más tarde los cuatro Estados malayos con el Estado de Johor para formar los Estados malayos no federados, en oposición a los Estados malayos federados de Negeri Sembilan Pahang, Perak y Selangor. Finalmente el reconocimiento británico de la soberanía siamés sobre la parte norte de los Estados malayos fue justificado por la preocupación de que se creara una alianza con los franceses que se encontraban en Indochina, dando como resultado las actuales fronteras de Tailandia y Malasia.